# Anosia tualana
Anosia tualana är en fjärilsart som beskrevs av Talbot 1943. Anosia tualana ingår i släktet Anosia och familjen praktfjärilar. Inga underarter finns listade i Catalogue of Life.